# Johannes Hillebrand
Johannes Hillebrand (* 5. August 1874 in Steinheim; † 28. September 1931 in Paderborn) war ein Theologe, Pädagoge und Weihbischof im Bistum Paderborn.

## Leben
Zwei Jahre nach Hillebrands Geburt in Steinheim zog die Familie nach Büren, wo er bis 1890 lebte. In der Oberstufe besuchte er das Gymnasium in Paderborn und studierte nach dem Abitur in Paderborn, Münster und Tübingen Theologie und Philosophie, bevor er am 16. April 1898 im Dom zu Paderborn zum Priester geweiht wurde. Zunächst war er Vikar in Brakel und ab 1901 Rektor der Rektoratsschule in Steinheim sowie danach ab 1920 Pfarrer in Attendorn.
Papst Benedikt XV. ernannte Johannes Hillebrand am 27. April 1926 zum Titularbischof von Ceramo und zum Weihbischof in Paderborn. Die Bischofsweihe durch Bischof Caspar Klein fand am 29. Juni 1926 statt. Zwischenzeitlich wurde er am 7. Mai 1926 Domdechant in Paderborn, in dieser Funktion organisierte er die Liborifeste. Schon im Jahre 1926, als der Nuntius Eugenio Pacelli als Ehrengast dem Liborifest beiwohnte, und beim Klein-Libori im Jahre 1927, als die 300-Jahr-Feier der Rückführung der im Jahre 1627 geraubten Liborius-Reliquien gefeiert wurde, war er mit der Organisation betraut. Beachtlich für seine kurze Amtszeit sind zwei Zahlen: Er spendete 98.000 Gläubigen das Sakrament der Firmung und konsekrierte 30 Kirchen. Er war Diözesanpräses der Elisabethvereine und Diözesansekretär der damals gegründeten Sektion des Bonifatius-Vereines. Er starb an einer Thrombose.
Hillebrand war Mitglied der VKDSt Saxonia Münster und der AV Guestfalia Tübingen im CV.

## Auszeichnungen, Ehrungen
- Ehrenbürger der Stadt Steinheim
- Ehrendoktorwürde der Eberhard Karls Universität Tübingen, 1929

## Quelle
- Hans Jürgen Brandt, Karl Hengst: Die Weihbischöfe in Paderborn. Bonifatius, Paderborn 1986. ISBN 3-87088-493-2.